# مئذنة زيار
مئذنة زيار (بالفارسية: مناره زیار) هي مئذنة تاريخية تعود إلى القرن السادس الهجري، وتقع في أصفهان.